# Чистопольский сельсовет (Крым)
Чистопольский сельский совет (укр. Чистопільська сільська рада, крымскотат. Dere Salın köy şurası) — административно-территориальная единица в Ленинском районе АР Крым Украины (фактически до 2014 года; ранее до 1991 года — в составе Крымской области УССР в СССР, до 1954 года — в составе Крымской области РСФСР в СССР), на северо-востоке Керченского полуострова, на берегу Азовского моря. Население по переписи 2001 года — 2800 человек.
К 2014 году состоял из 4 сёл:
- Чистополье
- Затишное
- Либкнехтовка
- Тасуново

## История
Чистопольский сельсовет бы образован в январе 1945 года в составе Приморского района. С 25 июня 1946 года сельсовет в составе Крымской области РСФСР. 26 апреля 1954 года Крымская область была передана из состава РСФСР в состав УССР. На 15 июня 1960 года в составе совета числились следующие населённые пункты:

| - Алексеевка - Либкнехтовка - Приморское | - Тасуново - Чистополье |

Указом Президиума Верховного Совета УССР «Об укрупнении сельских районов Крымской области», от 30 декабря 1962 года Приморский район был упразднён и сельсовет присоединили к Ленинскому. В 1963 году было упразднено Приморское, в 1964 году — Алексеевка, к 1977 году в сельсовет включили вновь образованное Затишное и совет обрёл современный состав. С 12 февраля 1991 года сельсовет в восстановленной Крымской АССР, 26 февраля 1992 года переименованной в Автономную Республику Крым. С 21 марта 2014 года — аннексирован Россией. Законом «Об установлении границ муниципальных образований и статусе муниципальных образований в Республике Крым» от 4 июня 2014 года территория административной единицы была объявлена муниципальным образованием со статусом сельского поселения.